# Giro d'Italia de 2015
A 98.ª edição do Giro de Itália disputou-se entre os dias 9 e 31 de maio de 2015 sobre uma distância de 3 493 km. Começou com um contrarrelógio por equipas entre San Lorenzo al Mare e Sanremo e finalizou na cidade de Milão. A competição contou com duas etapas de contrarrelógio e cinco de alta montanha.
Formou parte do UCI WorldTour 2015 sendo a décima quinta competição do calendário da máxima categoria mundial.

## Percurso
O percurso foi composto por 7 etapas planas, 7 em média montanha, 5 de alta montanha e duas contrarrelógio (uma por equipas e uma individual). Teve 7 chegadas em alto em Abetone, Campitello Matese, Monte Berico, Madonna di Campiglio, Aprica, Cervinia, e Sestriere.

### Primeira semana
Da mesma forma que em 2014, o Giro de 2015 começou com um contrarrelógio por equipas sobre 17,6 km (desta vez em território italiano) percorrendo a Riviera de Poente em Ligúria, entre San Lorenzo ao Mare e Sanremo num percurso plano e quase integralmente transitando pela "Pista Ciclabile Riviera de Fiori". A etapa finalizou na Via Lungomare Italo Calvino, onde desde 2008 a 2014 finalizou a Milão-Sanremo. A segunda jornada continuou na riviera unindo Albenga com Génova. A terceira etapa foi a primeira em média montanha entre Rapallo e Sestri Levante, com um porto de 3.ª categoria (Colle Caprile) e um de 2.ª (Barbagelata). De Chiavari à Spezia foi a 4.ª etapa, também em média montanha e com 3 portos de 3.ª categoria. Já na Toscana disputou-se a 5.ª etapa, primeiro final em alto nos Alpes Apuanos com a chegada num porto de 2.ª categoria em Abetone.
Depois seguiram duas etapas planas pondo rumo ao sul até chegar ao Lácio (região moderna). A 7.ª, foi a mais longa desta edição com 264 km. A montanha chegou na 8.ª etapa, onde partindo de Fiuggi a corrida passou nos Apeninos samnitas para subir um porto de 2.ª (Forca d'Aço) e o segundo final em alto da corrida em Campitello Matese, um porto de 1.ª categoria de 13 km de extensão e 7 % de pendente. A 9.ª etapa foi mais uma jornada em média montanha ainda que com um porto de 2.ª (Monte Terminio), um de 1.ª (Colle Molella) e outro de 2.ª a pouco do final (Passo Serra). Os últimos 5 km antes do final em San Giorgio di Sannio, ainda que não estão catalogados como "porto", picam para acima.

### Segunda semana
Depois do primeiro dia de descanso, onde viajaram até à costa do Mar Adriático para reiniciar a corrida na região de Marche, em Civitanova Marche. Uma etapa plana, especial para velocistas que finalizou em Forlì, Emília-Romanha. A etapa 11, deu inicio em Forli e no seu caminho para Imola teve dois portos de 3.ª categoria. Uma vez em Imola, entraram num circuito de 15,4 km ao que completaram 3 voltas. Dito circuito inclui percorrer grande parte do Autódromo Enzo e Dino Ferrari e teve uma ascensão de 4.ª categoria no mesmo. A etapa finalizou em frente aos boxes do autódromo. No dia seguinte a 12.ª etapa entre Imola e Vicenza, num traçado plano grande parte da etapa e com um porto de 4.ª e outro de 3.ª mais perto do final. A etapa finalizou com uma subida de 1,2 km e com uma rampa máxima sobre o final do 11 % no Santuário della Madonna di Monte Berico. A etapa 13 chegou ao Golfo de Veneza, jornada plana que une Montecchio Maggiore com Jesolo. A seguinte jornada foi a contrarrelógio individual única desta edição, com um traçado longo de quase 60 km cuja primeira metade é plana e a segunda parte com alguma dificuldade já que se chega aos Prealpes Vénetos.  A 15.ª etapa foi a primeira nos Alpes e de alta montanha, começou em Marostica na região do Vêneto e passou nos Alpes Réticos meridionais para a região de Trentino-Alto Ádige. Teve um porto 2.ª categoria (A Fricca) e duas de 1.ª encadeados; o Passo Daone e o final em Madonna di Campiglio. Depois desta etapa houve a segunda jornada de descanso.

### Última semana
A corrida retomou com outra etapa de alta montanha entre Pinzolo e Aprica com cinco portos de montanha;Campo Carlomagno (2.ª), Passo do Tonale (2.ª), o primeiro bilhete por Aprica (3.ª), a mítica ascensão ao Mortirolo (1.ª) e a chegada com a segunda ascensão a Aprica (3.ª). Seguiu uma jornada sem maiores dificuldades que começou em Tirania e percorreu o alto vale do rio Adda (Valtellina), até passar ao Lago de Como, ao Lago de Luganoe entrar em território suíço e finalizar em Lugano. A 18.ª jornada  também partiu na Suíça, em Melide, e percorreu os lagos de Lugano, Varese e Lago Maior. Teve um porto de montanha de 1.ª categoria (Monte Ologno) mais longe da meta, a mais de 30 km do final.
A penúltima jornada de montanha pressupunha ser uma das mais duras, tanto pela sua quilometragem (236 km) como pelas suas subidas (três portos de 1.ª encadeados nos últimos 80 km). Começou em Gravellona Toce e percorreu o Vale de Aosta. Depois passou pelo município de Fénis, e começou a ascensão a Saint Barthélmy (20 km ao 5,6 %), depois da subida, desceu para Chambave e ali começou a subida ao Col de Saint Pantaleon (16,5 km ao 7,2 %). Desceu para Antey-Saint-André e começou a ascensão a Cervinia  (19 km ao 5 %). A 20.ª etapa saiu de Saint-Vincent, desceu até ao rio Pó e entrou novamente nos Alpes pelo Alto Vale do Susa. No município de Susa começou a ascensão da o Colle delle Finestre, que este ano com seus 2178 msnm é a Cume Coppi da corrida. O Finestre tem 18,5 km de comprimento e 9,2 % de pendente média ao que há que somar que os últimos 8 quilómetros são de terra batida (caminho de terra sem asfaltar). A última jornada entre Turim e Milão é completamente plana e termina num circuito de 5,4 km ao que dar-lhe-ão 7 voltas.

## Equipas
Tomaram parte da corrida 22 formações; as 17 de categoria UCI ProTeam (ao ter assegurada e ser obrigatória sua participação), mais cinco equipas de categoria Profissional Continental convidados pelo organizador da corrida, RCS Sports. A cada equipa foi elencada por nove ciclistas formando assim um peloton de 198 ciclistas, ainda que finalmente foram 197 depois da exclusão de George Bennett (LottoNL-Jumbo) por baixos níveis de cortisol.
| Equipa                       | Cód. UCI | Categoria   | Chefe de filas (corredor designado com o nº 1) |
| ---------------------------- | -------- | ----------- | ---------------------------------------------- |
| AG2r-La Mondiale             | ALM      | UCI ProTeam | Carlos Betancur                                |
| Androni Giocattoli-Venezuela | AND      | UCI ProTeam | Franco Pellizotti                              |
| Astana                       | AST      | UCI ProTeam | Fabio Aru                                      |
| Bardiani-CSF                 | CSF      | UCI ProTeam | Francesco Bongiorno                            |
| BMC Racing Team              | BMC      | UCI ProTeam | Philippe Gilbert                               |
| CCC Sprandi Polkowice        | CCC      | UCI ProTeam | Maciej Paterski                                |
| Bélgica Etixx-Quick Step     | EQS      | UCI ProTeam | Rigoberto Urán                                 |
| FDJ                          | FDJ      | UCI ProTeam | Alexandre Geniez                               |
| Suíça IAM Cycling            | IAM      | UCI ProTeam | Sylvain Chavanel                               |
| Lampre-Merida                | LAM      | UCI ProTeam | Diego Ulissi                                   |
| Lotto Soudal                 | LTS      | UCI ProTeam | Jurgen Van Den Broeck                          |
| Movistar Team                | MOV      | UCI ProTeam | Beñat Intxausti                                |
| Nippo-Vini Fantini           | NIP      | UCI ProTeam | Damiano Cunego                                 |
| Orica-GreenEDGE              | OGE      | UCI ProTeam | Michael Matthews                               |
| Southeast Pro Cycling        | STH      | UCI ProTeam | Manuel Belletti                                |
| Cannondale–Garmin            | TCG      | UCI ProTeam | Ryder Hesjedal                                 |
| Team Giant–Alpecin           | TGA      | UCI ProTeam | Luka Mezgec                                    |
| Team Katusha                 | KAT      | UCI ProTeam | Luca Paolini                                   |
| LottoNL-Jumbo                | TLJ      | UCI ProTeam | Steven Kruijswijk                              |
| Team Sky                     | SKY      | UCI ProTeam | Richie Porte                                   |
| Tinkoff-Saxo                 | TCS      | UCI ProTeam | Alberto Contador                               |
| Trek Factory Racing          | TFR      | UCI ProTeam | Giacomo Nizzolo                                |

### Favoritos
Os principais ciclistas que chegaram com aspiração de vencer a corrida foram o espanhol Alberto Contador, ainda que chegou sem destacar demasiado durante a temporada; o australiano Richie Porte –quem passa por um excelente momento com triunfos em Paris-Nice, Volta a Catalunha, Giro do Trentino e segundo no Tour Down Under– e Rigoberto Urán o colombiano do Etixx-Quick Step que tem sido segundo em 2013 e 2014. Um degrau abaixo encontram-se Fabio Aru, jovem promessa italiana do Astana que foi terceiro no ano anterior e Domenico Pozzovivo que chegava com várias posições entre os 10 primeiros em várias corridas da temporada, mas se viu abandonar prematuramente na 3.ª etapa devido a uma queda.

## Regulamento pontuações e bonificações
Com o fim de definir o tempo máximo para cada etapa, as mesmas estão divididas em 5 categorias.
```
Categoria A
 (sem dificuldade): etapas 2-10-13-21. Os ciclistas têm entre um 7 e um 10 % mais de tempo para chegar que o vencedor.

Categoria B
 (dificuldade baixa): etapas 6-7-12-17. Os ciclistas têm entre um 9 e um 11 % mais de tempo para chegar que o vencedor.

Categoria C
 (dificuldade média): etapas 4-5-9-11-18. Os ciclistas têm entre um 9 e um 11 % mais de tempo para chegar que o vencedor.

Categoria D
 (dificuldade alta): etapas 3-8-15-16-19-20. Os ciclistas têm entre um 16 e um 18 % mais de tempo para chegar que o vencedor.

Categoria E
 (contrarrelógio): etapas 1-14. Os ciclistas têm um 30 % mais de tempo para chegar que o vencedor.
```

Quem superam essa percentagem extra, ficam excluídos da corrida.

### Classificação por pontos-Maglia rosa
Na cada etapa, excepto a contrarrelógio por equipas, outorgam-se pontos para a maglia rosa. Segundo a categoria da etapa serão atribuídos os seguintes pontos à ordem de chegada.
```
Etapas categoria A e B: Aos 15 primeiros em chegar (50-35-25-18-14-12-10-8-7-6-5-4-3-2-1)
Etapas categoria C: Aos 10 primeiros em chegar (25-18-12-8-6-5-4-3-2-1)
Etapas categoria D e E: Aos 10 primeiros em chegar (15-12-9-7-6-5-4-3-2-1)
```

### Classificação da montanha-Maglia azzurra
Neste ano teve 39 portos pontuáveis para a classificação da montanha. A Cume Coppi estará no Colle delle Finestre, na penúltima etapa. Aleḿ desses terá nove portos de 1.ª categoria, oito de 2.ª, treze de 3.ª e oito de 4.ª.  As ascensões estão divididas em 4 categorias que vão de 1.ª a 4.ª e a Cume Coppi (o porto de maior altitude, que outorga mais pontos que um de primeira). Esta última estará no Colle delle Finestre, na penúltima etapa. Serão nove portos de 1.ª categoria, oito de 2.ª, treze de 3.ª e oito de 4.ª. Os pontos atribuem-se aos primeiros ciclistas a coroar o porto e segundo a categoria são os seguintes.
```
Cume Coppi
: 45-30-20-14-10-6-4-2-1

1.ª categoria
: 35-18-12-9-6-4-2-1

2.ª categoria
: 15-8-6-4-2-1

3.ª categoria
: 7-4-2-1

4.ª categoria
: 3-2-1
```

### Metas volantes
Desenvolvem-se 2 sprints intermediários durante cada etapa. Segundo a categoria da mesma atribuem-se os seguintes pontos:
```
Etapas categoria A e B: 20-12-8-6-4-3-2-1
Etapas categoria C: 10-6-3-2-1
Etapas categoria D: 8-4-1
```

### Bonificações
As bonificações em tempo descomtam-se da classificação individual aos ciclistas que as obtenham. As mesmas outorgam-se em todas as etapas excepto a contrarrelógio por equipas. As bonificações são:
```
Chegadas de etapa: 10, 6 e 4 segundos aos três primeiros.
Metas volantes: 3, 2 e 1 segundo aos três primeiros.
```

## Etapas
| Etapa | Data       | Percurso                                    | km         | Vencedor               | Líder                  |
| ----- | ---------- | ------------------------------------------- | ---------- | ---------------------- | ---------------------- |
| 1.ª   | 9 de maio  | San Lorenzo-San Remo                        | 17,6 (CRE) | Orica GreenEDGE        | Simon Gerrans (AUS)    |
| 2.ª   | 10 de maio | Albenga-Génova                              | 177        | Elia Viviani (ITA)     | Michael Matthews (AUS) |
| 3.ª   | 11 de maio | Rapallo-Sestri Levante                      | 136        | Michael Matthews (AUS) | Michael Matthews (AUS) |
| 4.ª   | 12 de maio | Chiavari-La Spezia                          | 150        | Davide Formolo (ITA)   | Simon Clarke (AUS)     |
| 5.ª   | 13 de maio | La Spezia-Abetone                           | 152        | Jan Polanc (SLO)       | Alberto Contador (ESP) |
| 6.ª   | 14 de maio | Montecatini Terme-Castiglione della Pescaia | 183        | André Greipel (GER)    | Alberto Contador (ESP) |
| 7.ª   | 15 de maio | Grosseto-Fiuggi                             | 264        | Diego Ulissi (ITA)     | Alberto Contador (ESP) |
| 8.ª   | 16 de maio | Fiuggi-Campitello Matese                    | 186        | Beñat Intxausti (ESP)  | Alberto Contador (ESP) |
| 9.ª   | 17 de maio | Benevento-San Giorgio del Sannio            | 215        | Paolo Tiralongo (ITA)  | Alberto Contador (ESP) |
| 10.ª  | 19 de maio | Civitanova Marche -Forli                    | 200        | Nicola Boem (ITA)      | Alberto Contador (ESP) |
| 11.ª  | 20 de maio | Forli-Imola (Autodromo Enzo e Dino Ferrari) | 153        | Ilnur Zakarin (RUS)    | Alberto Contador (ESP) |
| 12.ª  | 21 de maio | Imola-Vicenza (Monte Berico)                | 190        | Philippe Gilbert (FRA) | Alberto Contador (ESP) |
| 13.ª  | 22 de maio | Montecchio Maggiore-Jesolo                  | 147        | Sacha Modolo (ITA)     | Fabio Aru (ITA)        |
| 14.ª  | 23 de maio | Treviso-Valdobbiadene                       | 59,4 (CRI) | Vasil Kiryienka (BLR)  | Alberto Contador (ESP) |
| 15.ª  | 24 de maio | Marostica-Madonna di Campiglio              | 165        | Mikel Landa (ESP)      | Alberto Contador (ESP) |
| 16.ª  | 26 de maio | Pinzolo-Aprica                              | 174        | Mikel Landa (ESP)      | Alberto Contador (ESP) |
| 17.ª  | 27 de maio | Tirano-Lugano                               | 134        | Mikel Landa (ESP)      | Alberto Contador (ESP) |
| 18.ª  | 28 de maio | Melide-Verbania                             | 170        | Philippe Gilbert (FRA) | Alberto Contador (ESP) |
| 19.ª  | 29 de maio | Gravellona Toce-Cervinia                    | 236        | Fabio Aru (ITA)        | Alberto Contador (ESP) |
| 20.ª  | 30 de maio | Saint-Vincent-Sestriere                     | 199        | Fabio Aru (ITA)        | Alberto Contador (ESP) |
| 21.ª  | 31 de maio | Turim-Milão                                 | 178        | Iljo Keisse (BEL)      | Alberto Contador (ESP) |

## Lista de portos puntuáveis
```
Em 
negrito
, portos de 1.ª categoria e 
Cume Coppi
.
```

## Desenvolvimento geral

### OricaGreenEDGE comanda e abandono de Pozzovivo
A corrida começou com um contrarrelógio por equipas onde a equipa favorita, o Orica GreenEDGE ganhou esta primeira etapa, enquanto Simon Gerrans se converteu no primeiro maglia rosa. Entre os favoritos a ganhar o Giro, o mais beneficiado foi Alberto Contador já que a sua equipa a  Tinkoff-Saxo marcou o segundo tempo, enquanto o Astana de Fabio Aru, foi 3.º a 6 segundos do Tinkoff e o Etixx de Rigoberto Urán 4.º a 12 segundos. Quem se viu mais prejudicado foi Richie Porte já que o Sky foi 9.º a 20 segundos da Tinkoff. A segunda etapa (primeira em peloton) foi vencida por Elia Viviani, o que lhe valeu para se pôr a maglia rossa de líder por pontos, enquanto Michael Matthews passou a encabeçar a geral, em lugar de seu colega Gerrans. A terceira jornada, primeira em média montanha, foi vencida pelo maglia rosa Matthews quem reafirmou a sua posição graças à bonificação obtida. Esta etapa esteve marcada pelo grave acidente e abandono de Domenico Pozzovivo enquanto descia o porto de 2.ª categoria Barbagelata a quase 40 km para a meta. Ao dia seguinte, outra jornada em média montanha com 3 portos de 3ª, onde a Astana marcou um forte ritmo os últimos 60 km. Isto fez que o maglia rosa Matthews se atrasasse perdendo a sua posição de líder. A etapa foi ganha pelo Davide Formolo, único sobrevivente da fuga do dia, depois do qual chegou um grupo de 12 ciclistas onde estavam os favoritos excepto Rigoberto Urán que também não suportou o ritmo e cedeu 42 segundos. A maglia rosa mudou de dono mas não de equipa, já que Simon Clarke passou a comandar a geral.

### Contador, Aru e Porte parejos
Na 5.ª etapa chegou com o primeiro final em alto em Abetone. Jan Polanc ficou com ela, depois de protagonizar a fuga do dia junto com mais 4 ciclistas, enquanto no peloton Contador atacou faltando 5,5 km para o final. Depois de abrir oco, Aru e Porte chegaram até ele e depois chegou Mikel Landa, colega de Aru. Sem mais ataques chegaram a meta onde Aru bonificou 4 segundos graças ao terceiro porto na etapa (Sylvain Chavanel, outro protagonista da fuga do dia foi segundo). Com esse resultado a maglia rosa passou para as mãos de Alberto Contador, seguido de Aru a 2 segundos e Porte a 20. Enquanto Urán, cedeu novamente, desta vez mais 28 segundos.

#### Queda de Colli e Contador por um aficionado
A jornada seguinte não implicava complicações no terreno, uma etapa plana propícia para os velocistas mas que se viu marcada por uma queda sobre o final. A faltar 200 metros, Daniele Colli chocou com um teleobjetiva de um espectador que estava contra as barreiras, o que lhe provocou a fractura do húmero. A sua queda provocou um montão, onde o líder Alberto Contador também terminou no asfalto, provocando uma luxação do ombro esquerdo. Ainda que ouve dúvida de que continua-se, finalmente tomou a saída na 7.ª etapa, a mais longa do Giro com 264 km, onde sem sobresaltos e a uma baixa média, se definiu em sprint com a vitória de Diego Ulissi. A 8.ª etapa teve o seu final em Campitello Matese, porto de 1.ª categoria onde Fabio Aru tentou sem sucesso deixar atrás o lesionado Contador. Richie Porte e um recuperado Rigoberto Urán também não cederam terreno. Enquanto, Mikel Landa —parceiro de Aru— aproveitou quedas de ritmo destes 4 para se ir para adiante à procura dos poucos sobreviventes da fuga do dia ainda que não pôde chegar até à cabeça da corrida e Beñat Intxausti venceu a etapa. Essa jogada táctica de Astana de mandar o Landa na frentre serviu-lhe para ter nesse momento a 3 ciclistas entre os primeiros 5 da geral (Aru 2.º, Cataldo 4.º e Landa 5.º), ainda que Contador distanciou-se 2 segundos graças a uma bonificação numa meta volante, ficando agora Fabio Aru a 4 segundos.

#### Urán perde terreno
A jornada seguinte, prévia ao primeiro descanso, foi uma etapa com percurso alternado com o Monte Terminio (2.ª) e o Colle Molella (1.ª) a metade da etapa e perto do final o Passo Serra. Novamente Fabio Aru atacou, mas também não conseguiu descolar da sua roda o Contador e Porte. Com a ajuda de Mikel Landa, quem também não perdeu a roda do grupo, Aru e Contador trabalharam de comum acordo para deixar atrás o Rigoberto Urán já que o colombiano não pôde ligar com eles. Pela frente, Paolo Tiralongo ficava com a etapa, enquanto Aru recortou um segundo ao sacar uns metros a Contador no sprint final.

### Porte-Clarke: acção "solidária" que custou caro
A corrida reiniciou-se com a plana etapa entre Civitanova Marche e Forli, onde 5 ciclistas mantiveram-se pela frente do peloton toda a jornada. O grande grupo pese à tentativa de caçá-los para que definissem os sprínteres não pôde e a etapa a ganhou Nicola Boem. Mas o dia esteve marcado pela situação de Richie Porte, que furou a sua roda dianteira a faltar 7 quilómetros para o final e quando o peloton ia lançado na procura de atingir à fuga. Pese embora que vários colegas da equipa ficaram para o ajudar, não pôde reintegrar ao grupo perdendo na meta 47 segundos com respeito a Contador e caindo para o 4º lugar da geral. A estranha situação deu-se horas mais tarde, quando o próprio Porte divulgou na sua conta do twitter uma fotografia onde se via o Simon Clarke —também australiano mas de uma equipa rival (Orica GreenEDGE)—, a pôr a sua roda na bicicleta de Porte, ao mesmo tempo que agradecia ao seu compatriota o lhe ter ajudado. A assistência mecânica por parte de um rival não está permitida pelo regulamento mas esta situação não tinha sido advertida nem pelos comissários da prova, nem por equipas rivais já que não se tinham apresentado denúncias. Ante a exposição pública por parte do mesmo Richie Porte, a notícia correu como regueiro de pólvora e foi sancionado com 2 minutos de penalização, caindo na classificação ao 12.º lugar a mais de 3 minutos de Contador.
A 11.ª etapa entre Forli e o Autódromo Enzo e Dino Ferrari de Imola, foi uma jornada difícil com um terreno em constantes subidas e descidas com o agregado da chuva que se apresentou. Foi vencida pelo russo Ilnur Zakarin que fazia parte da fuga do dia e saiu em forma solitária perto do final. No dia seguinte a final nas rampas do Santuário della Madonna di Monte Berico, podia significar alguma mudança na geral. Foi outra etapa complicada pela chuva onde se definiu sobre o final. O belga Philippe Gilbert alçou-se com o triunfo ao adiantar no grupo de favoritos integrado por uma trintena de ciclistas. Enquanto, Alberto Contador entrava em 2.º lugar a 3 segundos e Fabio Aru não podia com o ritmo dos primeiros do grupo e perdeu 8 segundos com respeito ao espanhol. Com a bonificação obtida, Contador ampliou a 17 segundos a diferença sobre Aru.

### Contador cede a maglia rosa por um dia
A etapa 13 chegou-se a Jesolo, uma das poucas oportunidades para os velocistas que vão ficando no percurso foi vencida por Sacha Modolo. Novamente debaixo de chuva, o mais destacado da jornada foi quem trouxe mudanças na geral devido a uma queda sobre o final. A fuga do dia protagonizada por Zabel, Pineau e Frapporti foi caçada a menos de 20 km para a meta e os nervos das equipas por posicionar-se de boa forma para o sprint final, somado ao asfalto molhado terminou numa queda a pouco mais de 3 quilómetros do final. Dos candidatos, Fabio Aru e Rigoberto Urán não tiveram problemas, enquanto Contador e Richie Porte não se livraram dela. Enquanto o espanhol perdeu 36 segundos com Aru e caiu ao 2.º lugar da classificação, o italiano passou a encabeçar a classificação vestindo pela primeira vez na sua corrida a maglia rosa. Richie Porte cedeu 2 minutos, estando já a 5 minutos do líder da geral. A contrarreloj -também com chuva- foi ganhada por Vasil Kiryienka, e entre os aspirantes ao título Alberto Contador foi terceiro cronometrando quase 3 minutos menos que Fabio Aru. Urán também não fez uma boa crono como se esperava e perdeu 2 minutos e médio com respeito ao espanhol e Richie Porte voltava a ceder terreno ao perder 4 minutos. A crono reordenou novamente a classificação e Contador voltou a ter a maglia rosa, seguido de Aru a 2:28 e terceiro a 3:36 o costarricense Andrey Amador, quem antes da crono se encontrava na 8.º posição. Urán pese à magra contrarrelógio colocava-se 4.º a mais de 4 minutos e Porte já lhe dizia adeus ao Giro pois estava a quase 9 minutos de Contador.

#### Porte afunda-se, Urán perde mais tempo. Landa e Amador revelações
A 15.ª etapa com final no Rifugio Patascoss em Madonna di Campiglio tinha 3 duras subidas. No segundo porto (o Passo Daone inédito no Giro), Astana mediante Paolo Tiralongo impôs um ritmo que deixou em cabeça de corrida a só uma trintena de ciclistas. O líder Contador não tinha problemas para se manter ainda que ficou sem colegas de equipa, enquanto Fabio Aru contava com  cinco colegas de equipa. Enquanto, Urán perdia contacto com esse grupo ao igual que Porte. Na última ascensão o ritmo da equipa kazajo foi desgranando ao grupo até que uma mudança de ritmo de Mikel Landa faltando 3 km deixou em cabeça de corrida a ele, Contador, Aru e Yury Trofimov. Depois de algumas tentativas dos Astana, sempre controlados pelo líder, atacou Trofimov mas Landa o atingiu e passou a pouco para a meta. Pouco mais atrás chegavam Contador e Aru, obtendo além o espanhol 4 segundos de bonificação pelo terceiro posto. Rigoberto Urán chegava a meta 8 minutos mais tarde, hipotecando completamente seu chance até de fazer pódio. A general manteve aos três primeiros, sendo os mais beneficiados Mikel Landa que saltou ao 4.º lugar e Leopold König ao 5.º. König passou a ser o homem para a general do Sky ante o afundamento de Richie Porte que esse dia já derrotado mentalmente perdeu 27 minutos e decidiu abandonar não tomando a saída na etapa 16.

#### Jornada épica no Mortirolo
Depois do segundo dia de descanso chegava uma das etapas mais esperadas com 5 portos de montanha incluído o passo pelo Passo Mortirolo. Na descida depois do primeiro bilhete por Aprica e a 15 km de começar o Mortirolo, o líder Contador furou a sua roda traseira e deveu deter-se. Seu colega Ivan Basso cedeu-lhe a sua, enquanto Katusha plotava um forte ritmo que no plano depois da descida cortou ao peloton em vários grupos. O maglia rosa ficou perseguindo com 5 colegas enquanto adiante Katusha liderava um grupo e pouco mais atrás Astana comandava outro. Os grupos da equipa russa e do kazajo uniram-se e começaram a trabalhar em conjunto enquanto Contador perdia pouco mais de 25 segundos. O espanhol foi ficando sem colegas e as diferenças foram aumentando até que ao início do Mortirolo estavam em pouco mais de 50 segundos. O ritmo de Mikel Landa com Fabio Aru a sua roda foi descolgando rivais sendo Steven Kruijswijk o único que se manteve com os dois Astana, ainda que o vitoriano devia regular seu ritmo já que Aru não podia se manter se este endurecia o passo. Detrás Contador vinha ultrapassando competidores e reduzindo as diferenças até que a metade do porto tomou contacto com eles. A essa altura Kruijswijk já tinha partido para adiante e o espanhol depois de uns metros a roda, saiu depois do holandês. O líder do Astana não respondeu e quem o fez foi Landa que depois de receber a via livre para deixar a seu chefe de filas, foi depois de Contador se juntando os três em cabeça de corrida. Kruijswijk comandou ao terceto até que coroaram o porto, com quase dois minutos sobre Aru quem ficou só e foi superado também por Trofimov, Ryder Hesjedal e Amador. Depois de descer chegou a segunda ascensão a Aprica, onde Mikel Landa atacou a falta de 3 km e nem Contador, nem Kruijswijk puderam o seguir. O vascão ganhou sua segunda etapa, Kruijswijk foi 2.º e Contador 3.º, chegando mais atrás o terceto de Trofimov, Amador e Hesjedal e posteriormente Aru. Com esse resultado Contador manteve a maglia, Landa passou ao segundo lugar da classificação (a 4 minutos) e Aru que caiu ao terceiro (a quase 5 minutos), enquanto o tico Amador caiu à quarta posição.

#### Monte Ologno: Contador mais líder
Depois de uma etapa sem mudanças que ganhou Sacha Modolo ao sprint (a segunda para o italiano do Lampre), chegou a 18.ª jornada com final em Verbania e a inédita subida a Monte Ologno a 35 km de meta. Com uma fuga por diante integrada por uma dúzia de ciclistas, no pelotón se dió uma situação quase que ao inverso do acontecido no Mortirolo. Tinkoff-Saxo marcava o ritmo quando dantes de começar a ascensão teve uma queda onde o 2.º da general Mikel Landa se vió prejudicado. O homem do Astana não teve consequências físicas mas deveu mudar uma roda e com vários colegas começou a persecusión. O ritmo do Tinkoff ao começar o porto, começou a desgranar ao peloton até que Contador se pôs à frente e rapidamente se descolou do resto enquanto Fabio Aru não podia lhe tomar a roda e só Steven Kruijswijk esteve para perto de o atingir, mas também não o conseguiu. Enquanto as diferenças entre Contador e Landa estabilizavam-se em torno do minuto e médio, detrás seguia-o Ryder Hesjedal e depois um grupo com os principais ciclistas da general ao que chegou Landa pouco depois de passar a metade do porto e depois de uma excelente ascensión. Hesjedal atingiu a Contador ao coroar o Monte Ologno e de ali em mais, num terreno sobe e baixa prévio ao descenso final, as diferenças mantiveram-se sempre no meio de um a dois minutos. Diante, Philippe Gilbert atacou a seus colegas de fuga a 20 km para a meta e ganhou a etapa em solitário. Enquanto Contador finalmente reafirmou sua liderança com um minuto e mais treze segundo, ficando na general Mikel Landa a mais de 5 minutos e Aru a mais de 6.

#### Aru volta à segunda praça
A longa 19.ª etapa com seus três portos de primeira categoria sobre o final, definiu-se na última ascensão. Já subindo a Cervinia foi caçado o último sobrevivente da fuga do dia, Giovanni Visconti. A faltar cerca de 9,5 km começaram os movimentos por parte da Astana com ataques de Landa e Aru que não conseguiam descolar do líder. A vigilância entre estes propiciou a saída de Ryder Hejedal que se pôs em fuga. Faltando menos de 8 km saiu Fabio Aru no seu encalçe, chegando-se e posteriormente ultrapassando-o. Por detrás ficavam Landa, Contador, Kruijswijk e Leopold König, grupo ao que depois somar-se-lhe-iam, Mikel Neve, Tanel Kangert e Rigoberto Urán. Este grupo rodou sem mais ataques os últimos quilómetros excepto uma tentativa de Urán que conseguiu sacar mais uns segundos. Aru ganhou a etapa, quarta para o Astana e retirou 1 minuto e 18 segundos, o que lhe valeu voltar ao 2.º lugar da classificação geral agora a 4:37.

#### Astana ao ataque, Contador sofre mas mantém a maglia
A esperada 20.ª etapa com a ascensão ao Colle delle Finestre e seus quase 8 km de sterrato, começou com uma fuga que não superou os três minutos e cujo último sobreviviente foi o russo da Team Katusha Ilnur Zakarin. Já em pleno Finestre no trecho asfaltado a Astana liderou a ascensão e como sucedeu em quase todo o Giro quando a estrada subia, enquanto a equipa kazajo se mantinha com muitos homens (6 ao todo), Contador só contava com Michael Rogers. Com Zakarin pela frente, uma mudança de ritmo de Tanel Kangert, cortou a um pequeno grupo onde ficaram Landa, Aru e o próprio Kangert, Contador, Kruijswijk, Urán, Intxausti e Hesjedal. No sterrato, Landa atacou e fugiu só sem que ninguém pudesse ligar com ele. A chegar a 3 km do cume, outra mudança de ritmo de Hesjedal provocou que Contador perdesse contacto com o resto do grupo. Landa atingiu a Zakarin e corou a Cume Coppi com pouco mas de 30 segundos sobre Hesjedal, Urán, Kruijswijk e Aru e um minuto e meio sobre Contador. Na descida as diferenças mantiveram-se mas chegado o falso plano antes de iniciar a subida a Sestriere. Landa e Zakarin decidiram esperar o grupo que vinha por atrás. Enquanto Contador, chegou a Tanel Kangert e chegou a reduzir até estar a 50 segundos, mas iniciada a ascensão novamente começou a perder terreno. A faltar cerca de 2 km Fabio Aru foi-se só pela etapa conseguindo a 2.ª vitória consecutiva ainda que a diferença sobre Contador não foi suficiente. O espanhol perdeu 2 minutos e 25 segundos, com o qual se manteve primeiro na geral por 2:02 sobre o italiano e 3:14 sobre Landa.

## Classificações finais

### Classificação geral
| Pos.        | Ciclista                        | Equipa            | Tempo            |
| ----------- | ------------------------------- | ----------------- | ---------------- |
| Camisa rosa | Alberto Contador                | Tinkoff-Saxo      | 84 h 03 min 30 s |
| 2.º         | Fabio Aru                       | Astana            | a 2 min 02 s     |
| 3.º         | Mikel Landa                     | Astana            | a 3 min 14 s     |
| 4.º         | Andrey Amador                   | Movistar          | a 8 min 19 s     |
| 5.º         | Ryder Hesjedal                  | Cannondale–Garmin | a 9 min 52 s     |
| 6.º         | Leopold Konig                   | Sky               | a 10 min 50 s    |
| 7.º         | Países Baixos Steven Kruijswijk | LottoNL-Jumbo     | a 11 min 02 s    |
| 8.º         | Damiano Caruso                  | BMC Racing Team   | a 12 min 17 s    |
| 9.º         | Alexandre Geniez                | FDJ               | a 16 min 00 s    |
| 10.º        | Yuri Trofimov                   | Team Katusha      | a 16 min 23 s    |

### Classificação por pontos
| Pos.            | Ciclista         | Equipa              | Pontos |
| --------------- | ---------------- | ------------------- | ------ |
| Camisa vermelha | Giacomo Nizzolo  | Trek Factory Racing | 159    |
| 2.º             | Sacha Modolo     | Lampre-Merida       | 142    |
| 3.º             | Elia Viviani     | Sky                 | 134    |
| 4.º             | Philippe Gilbert | BMC Racing Team     | 128    |
| 5.º             | Nicola Boem      | Bardiani-CSF        | 127    |

### Classificação da montanha
| Pos.        | Ciclista          | Equipa        | Pontos |
| ----------- | ----------------- | ------------- | ------ |
| Camisa azul | Giovanni Visconti | Movistar      | 125    |
| 2.º         | Mikel Landa       | Astana        | 122    |
| 3.º         | Steven Kruijswijk | LottoNL-Jumbo | 115    |
| 4.º         | Beñat Intxausti   | Movistar      | 107    |
| 5.º         | Fabio Aru         | Astana        | 80     |

### Classificação dos jovens
| Pos.          | Ciclista        | Equipa              | Tempo             |
| ------------- | --------------- | ------------------- | ----------------- |
| Camisa branca | Fabio Aru       | Astana              | 84 h 05 min 32 s  |
| 2.º           | Davide Formolo  | Cannondale–Garmin   | a 1 h 51 min 37 s |
| 3.º           | Fabio Felline   | Trek Factory Racing | a 1 h 53 min 55 s |
| 4.º           | Sebastián Henao | Team Sky            | a 2 h 36 min 31 s |
| 5.º           | Kenny Elissonde | FDJ                 | a 2 h 42 min 29 s |

### Classificação de metas volantes
| Pos. | Ciclista          | Equipa                       | Pontos |
| ---- | ----------------- | ---------------------------- | ------ |
| 1.º  | Marco Bandiera    | Androni Giocattoli-Venezuela | 54     |
| 2.º  | Nicola Boem       | Bardiani-CSF                 | 49     |
| 3.º  | Philippe Gilbert  | BMC Racing Team              | 40     |
| 4.º  | Marco Frapporti   | Androni Giocattoli-Venezuela | 36     |
| 5.º  | Giovanni Visconti | Movistar                     | 28     |

### Classificação por equipas por tempo
| Pos.                      | Equipa            | Tempo             |
| ------------------------- | ----------------- | ----------------- |
| Camisa com número amarelo | Astana            | 251 h 46 min 13 s |
| 2.º                       | BMC Racing Team   | a 43 min 16 s     |
| 3.º                       | Sky               | a 1 h 11 min 59 s |
| 4.º                       | Movistar          | a 1 h 18 min 32 s |
| 5.º                       | Cannondale-Garmin | a 2 h 26 min 39 s |

### Classificação por equipas por pontos
| Pos. | Equipa          | Pontos |
| ---- | --------------- | ------ |
| 1.º  | Astana          | 640    |
| 2.º  | BMC Racing Team | 321    |
| 3.º  | Lampre-Merida   | 309    |
| 4.º  | Sky             | 274    |
| 5.º  | Movistar        | 272    |

### Combatividade
| Pos. | Ciclista          | Equipa          | Pontos |
| ---- | ----------------- | --------------- | ------ |
| 1.º  | Philippe Gilbert  | BMC Racing Team | 42     |
| 2.º  | Steven Kruijswijk | Lotto NL-Jumbo  | 39     |
| 3.º  | Nicola Boem       | Bardiani CSF    | 37     |
| 4.º  | Alberto Contador  | Tinkoff-Saxo    | 37     |
| 5.º  | Mikel Landa       | Astana          | 36     |

### Outras classificações
- Prémio Azzurri d'Italia: Mikel Landa
- Prémio della Fuga: Marco Bandiera
- Prémio Energy: Fabio Aru

## Evolução das Classificações
| Etapa (Vencedor)                  | Classificação geral Maglia rosa | Classificação por pontos Maglia rossa | Classificação da montanha Maglia azzurra | Classificação dos jovens Maglia bianca | Classificação por equipas Fast Team |
| --------------------------------- | ------------------------------- | ------------------------------------- | ---------------------------------------- | -------------------------------------- | ----------------------------------- |
| 1.ª etapa (CRE) (Orica GreenEDGE) | Simon Gerrans                   | não se entregou                       | não se entregou                          | Michael Matthews                       | Orica GreenEDGE                     |
| 2.ª etapa (Elia Viviani)          | Michael Matthews                | Elia Viviani                          | Bert-Jan Lindeman                        | Michael Matthews                       | Orica GreenEDGE                     |
| 3.ª etapa (Michael Matthews)      | Michael Matthews                | Elia Viviani                          | Pavel Kochetkov                          | Michael Matthews                       | Orica GreenEDGE                     |
| 4.ª etapa (Davide Formolo)        | Simon Clarke                    | Elia Viviani                          | Pavel Kochetkov                          | Esteban Chaves                         | Astana                              |
| 5.ª etapa (Jan Polanc)            | Alberto Contador                | Elia Viviani                          | Jan Polanc                               | Fabio Aru                              | Astana                              |
| 6.ª etapa (André Greipel)         | Alberto Contador                | André Greipel                         | Jan Polanc                               | Fabio Aru                              | Astana                              |
| 7.ª etapa (Diego Ulissi)          | Alberto Contador                | Elia Viviani                          | Jan Polanc                               | Fabio Aru                              | Astana                              |
| 8.ª etapa (Beñat Intxausti)       | Alberto Contador                | Elia Viviani                          | Beñat Intxausti                          | Fabio Aru                              | Astana                              |
| 9.ª etapa (Paolo Tiralongo)       | Alberto Contador                | Elia Viviani                          | Simon Geschke                            | Fabio Aru                              | Astana                              |
| 10.ª etapa (Nicola Boem)          | Alberto Contador                | Nicola Boem                           | Simon Geschke                            | Fabio Aru                              | Astana                              |
| 11.ª etapa (Ilnur Zakarin)        | Alberto Contador                | Nicola Boem                           | Beñat Intxausti                          | Fabio Aru                              | Astana                              |
| 12.ª etapa (Philippe Gilbert)     | Alberto Contador                | Nicola Boem                           | Beñat Intxausti                          | Fabio Aru                              | Astana                              |
| 13.ª etapa (Sacha Modolo)         | Fabio Aru                       | Elia Viviani                          | Beñat Intxausti                          | Fabio Aru                              | Astana                              |
| 14.ª etapa (CRI) (Vasil Kirienka) | Alberto Contador                | Elia Viviani                          | Beñat Intxausti                          | Fabio Aru                              | Astana                              |
| 15.ª etapa (Mikel Landa)          | Alberto Contador                | Elia Viviani                          | Beñat Intxausti                          | Fabio Aru                              | Astana                              |
| 16.ª etapa (Mikel Landa)          | Alberto Contador                | Elia Viviani                          | Steven Kruijswijk                        | Fabio Aru                              | Astana                              |
| 17.ª etapa (Sacha Modolo)         | Alberto Contador                | Giacomo Nizzolo                       | Steven Kruijswijk                        | Fabio Aru                              | Astana                              |
| 18.ª etapa (Philippe Gilbert)     | Alberto Contador                | Giacomo Nizzolo                       | Steven Kruijswijk                        | Fabio Aru                              | Astana                              |
| 19.ª etapa (Fabio Aru)            | Alberto Contador                | Giacomo Nizzolo                       | Giovanni Visconti                        | Fabio Aru                              | Astana                              |
| 20.ª etapa (Fabio Aru)            | Alberto Contador                | Giacomo Nizzolo                       | Giovanni Visconti                        | Fabio Aru                              | Astana                              |
| 21.ª etapa (Iljo Keisse)          | Alberto Contador                | Giacomo Nizzolo                       | Giovanni Visconti                        | Fabio Aru                              | Astana                              |
| Final                             | Alberto Contador                | Giacomo Nizzolo                       | Giovanni Visconti                        | Fabio Aru                              | Astana                              |

## UCI World Tour
O Giro de Itália outorga pontos para o UCI WorldTour 2015, somente para ciclistas de equipas UCI ProTeam. As seguintes tabelas são o baremo de pontuação e os ciclistas que obtiveram pontos:
| Posição             | 1º  | 2º  | 3º  | 4º | 5º | 6º | 7º | 8º | 9º | 10º | 11º | 12º | 13º | 14º | 15º | 16º | 17º | 18º | 19º | 20º |
| Classificação geral | 170 | 130 | 100 | 90 | 80 | 70 | 60 | 52 | 44 | 38  | 32  | 26  | 22  | 18  | 14  | 10  | 8   | 6   | 4   | 2   |
| Por etapa           | 16  | 8   | 4   | 2  | 1  |    |    |    |    |     |     |     |     |     |     |     |     |     |     |     |

| Ciclista          | Equipa          | Geral | Etapa | Total |
| ----------------- | --------------- | ----- | ----- | ----- |
| Mikel Landa       | Astana          | -     | 42    |       |
| Fabio Aru         | Astana          | -     | 40    |       |
| Philippe Gilbert  | BMC Racing Team | -     | 36    |       |
| Sacha Modolo      | Lampre-Merida   | -     | 36    |       |
| Alberto Contador  | Tinkoff-Saxo    | -     | 23    |       |
| Elia Viviani      | Sky             | -     | 20    |       |
| Diego Ulissi      | Lampre-Merida   | -     | 20    |       |
| André Greipel     | Lotto Soudal    | -     | 20    |       |
| Steven Kruijswijk | LottoNL-Jumbo   | -     | 20    |       |
| Giacomo Nizzolo   | Trek            | -     | 18    |       |

| Resto dos ciclistas   | Resto dos ciclistas | Resto dos ciclistas | Resto dos ciclistas | Resto dos ciclistas |
| Ciclista              | Equipa              | Geral               | Etapa               | Total               |
| --------------------- | ------------------- | ------------------- | ------------------- | ------------------- |
| Beñat Intxausti       | Movistar            | -                   | 18                  |                     |
| Paolo Tiralongo       | Astana              | -                   | 17                  |                     |
| Ryder Hesjedal        | Cannondale-Garmin   | -                   | 16                  |                     |
| Davide Formolo        | Cannondale-Garmin   | -                   | 16                  |                     |
| Ilnur Zakarin         | Team Katusha        | -                   | 16                  |                     |
| Jan Polanc            | Lampre-Merida       | -                   | 16                  |                     |
| Vasil Kiryienka       | Team Sky            | -                   | 16                  |                     |
| Michael Matthews      | Orica GreenEDGE     | -                   | 16                  |                     |
| Sylvain Chavanel      | IAM                 | -                   | 12                  |                     |
| Yury Trofimov         | Team Katusha        | -                   | 10                  |                     |
| Rigoberto Urán        | Etixx-Quick Step    | -                   | 8                   |                     |
| Moreno Hofland        | LottoNL-Jumbo       | -                   | 8                   |                     |
| Fabio Felline         | Trek Factory Racing | -                   | 8                   |                     |
| Simon Clarke          | Orica GreenEDGE     | -                   | 8                   |                     |
| Matteo Pelucchi       | IAM                 | -                   | 8                   |                     |
| Juan José Lobato      | Movistar            | -                   | 8                   |                     |
| Carlos Betancur       | Ag2r A Mondiale     | -                   | 8                   |                     |
| Luis León Sánchez     | Astana              | -                   | 8                   |                     |
| Simon Geschke         | Giant-Alpecin       | -                   | 6                   |                     |
| Luka Mezgec           | Giant-Alpecin       | -                   | 6                   |                     |
| Simon Gerrans         | Orica GreenEDGE     | -                   | 4                   |                     |
| Sébastien Reichenbach | IAM                 | -                   | 4                   |                     |
| Amaël Moinard         | BMC Racing Team     | -                   | 3                   |                     |
| Sergey Lagutin        | Team Katusha        | -                   | 2                   |                     |
| Giovanni Visconti     | Movistar            | -                   | 2                   |                     |
| Alan Marangoni        | Cannondale-Garmin   | -                   | 2                   |                     |
| Alexander Porsev      | Team Katusha        | -                   | 2                   |                     |
| Patrick Gretsch       | Ag2r A Mondiale     | -                   | 2                   |                     |
| Heinrich Haussler     | Orica GreenEDGE     | -                   | 2                   |                     |
| Tanel Kangert         | Astana              | -                   | 2                   |                     |
| Esteban Chaves        | Orica GreenEDGE     | -                   | 1                   |                     |
| Richie Porte          | Sky                 | -                   | 1                   |                     |
| Jesús Herrada         | Movistar            | -                   | 1                   |                     |
| Diego Rosa            | Astana              | -                   | 1                   |                     |
| Andrey Amador         | Movistar            | -                   | 1                   |                     |